# Federico Platero
Federico Platero, vollständiger Name Federico Platero Gozzaneo (* 7. Februar 1991 in Treinta y Tres) ist ein uruguayischer Fußballspieler.

## Karriere

### Verein
Der 1,86 Meter große Defensivakteur Platero spielte im Jahr 2006 in der Cuarta División (U-17) der Liga de Fútbol de Treinta y Tres für Yerbalense. Er stieß 2009 aus Treinta y Tres kommend zum uruguayischen Klub Defensor Sporting. Noch bevor er überhaupt in der Primera División debütierte, erhielt sein Verein bereits im Januar 2011 ein Angebot eines nicht näher bezeichneten italienischen Zweitligisten für den Spieler. Platero stand mindestens in der Clausura 2011 und der Apertura 2011 im Erstligakader von Defensor Sporting. Er bestritt in diesen beiden Halbserien jeweils drei Partien in der Primera División. Anschließend wurde er im Juli 2012 für eine Saison an den Ligakonkurrenten Juventud ausgeliehen. Dort kam er je nach Quellenlage in 18 oder 19 Spielen zum Einsatz und erzielte einen Treffer. Zur Spielzeit 2013/14 wechselte der vom Spielerberater Julio Ambrois vertretene Platero in die Schweiz zum FC Wil. Dort bestritt er in seiner Debütsaison 31 Spiele in der Challenge League und erzielte zwei Tore. In der Spielzeit 2014/15 lief er 13-mal (kein Tor) in der Liga und zweimal (kein Tor) im Schweizer Pokal auf. Zum Jahresbeginn 2015 schloss er sich dem kroatischen Verein NK Osijek an. Für diesen absolvierte er zwei Ligaspiele (kein Tor). Im Juli 2015 kehrte er nach Uruguay zurück und setzte seine Karriere bei Juventud fort. In der Spielzeit 2015/16 wurde er dort in 19 Erstligaspielen (kein Tor) und drei Partien (kein Tor) der Copa Sudamericana 2015 eingesetzt. Mitte August 2016 wechselte er zu Mushuc Runa. Für die Ecuadorianer lief er in neun Ligaspielen (kein Tor) auf. Mitte Januar 2017 verpflichtete ihn der uruguayische Erstligist Liverpool Montevideo. Weitere Stationen waren anschließend der Criciúma EC, Club Atlético Progreso und ab 2022 er bei Unión Española unter Vertrag. 2023 wechselte er zu Albion FC.

### Nationalmannschaft
Platero gehörte der uruguayischen U-20-Auswahl bei der U-20-Südamerikameisterschaft 2011 an. Im Laufe des Turniers bestritt er neun Spiele. Er nahm auch an der U-20-Weltmeisterschaft jenes Jahres teil. Eingesetzt wurde er dort nicht.

### Erfolge
- U-20-Vize-Südamerikameister 2011.